# Даниленко Андрій Петрович
Даниленко Андрій Петрович (21 травня 1956) — міський голова Євпаторії (1990—зараз).

## Біографія
Народився 21 травня 1956 року у місті Єгор'євську, Росія. У Євпаторії проживає з 1962 року Після закінчення МВТУ ім. Баумана працював інженером Центру далекого космічного зв'язку. За направленням трудового колективу перейшов на партроботу. Пройшов шлях від інструктора промислово-транспортного відділу до другого секретаря міськкому Компартії України.
У 1990 році обраний представником Євпаторійської міськради народних депутатів, в 1995 і 1998 роках — обраний повторно. Після прийняття Закону України «Про місцеве самоврядування в Україні» став міським головою. У 2002 році знову обраний міським головою.
Нагороджений Знаком Відмінності Президента України — орденом «За заслуги» III ступеня, Почесною Грамотою Верховної Ради України, Кримської республіканської премією С. Дувана, орденом Князя Володимира православної церкви. Заслужений працівник місцевого самоврядування в АР Крим, член координаційного комітету Фонду сприяння місцевому самоврядуванню в Україні при Президентові України, голова Ради регіонів при Радміні Криму. Один з найдосвідченіших в Україну керівників міст.
Керуючи Євпаторією більше десяти років, А. Даниленко вирішив найважливіші проблеми життєзабезпечення міста: побудована друга нитка водоводу, новий каналізаційний колектор, проведена реконструкція очисних споруд і старих колекторів, триває будівництво резервуарів чистої води і нового водозабору. Багато в чому завдяки цьому Євпаторія сьогодні визнана одним з найбільш екологічно чистих міст Криму.